# Edoardo Vianello
Edoardo Vianello, (n. 24 iunie 1938, Roma, Regatul Italiei) este un cantautor și actor italian.

## Biografie
Fiu al poetului futurist venețian Alberto Vianello, Edoardo Vianello s-a născut și a crescut în cartierul San Giovanni din Roma.  
Debutul său  ca actor și cântăreț, a avut loc în 1959 când a jucat în două piese de teatru: „Mare e Whisky" (de Guido Rocca) și „Il Lieto Fine" (de Luciano Salce), cu muzică de Piero Umiliani și Ennio Morricone. Ulterior. În 1961 participă pentru prima dată la Festivalul de la Sanremo cu cântecul „Che freddo!", cu care nu a avut mare succes. Revine în 1966 cu cântecul „Parlami di te", prezentat în echipă cu Françoise Hardy, clasându-se pe locul 8 în finala concursului.
În 1971 a creat duetul  I Vianella, cu soția sa Wilma Goich, înregistrând cîteva cîntece de succes printre care „Semo gente de borgata" și „Fijo mio". În 1979 Eduardo a divotat, activitatea duetului continuând până în 1981, când  Edoardo Vianello și-a reluat activitatea de solit. Totuși, în 2014 duetul a prezentat o nouă înregistrare cu cântecul C'eravamo tanto amati.
Edoardo Vianello a continuat să înregistreze diferite cântece și să participe în diferite festivaluri. În  2018 și-a sărbătorit împlinirea a 80 de ani, cu un concert special ăn Piazza del Campidoglio, din Roma, intitulat „Quattro volte venti”, Pentru acest eveniment a prezentat un câmtec nou, intitulat „Pian Piano”, pe care l-a scris Împreună cu nepotul său Andrea Vianello.

## Viața particulară
În 1967 s-a căsătorit cu cântăreața Wilma Goich, cu care la 20 iulie 1970 a avut o fiică Susanna.  
În 1991, Edoardo Vianello se căsătorește cu Vania Muccioli cu care va avea un fiu, Alessandro Alberto. Nici această căsătorie nu va dura, Edouardo divorțând în 1998.
Îa 2006, Edoardo Vianellor se va căsători a treia oară, cu Elfrida Ismolli.